# Джеррі (фільм, 2002)
«Дже́ррі» (англ. Gerry) — американський драматичний фільм 2002 року, перший із трилогії режисера Ґаса Ван Сента, присвяченої темі самотності (наступні роботи — «Слон» та «Останні дні»).
Номінований на кінопремію «Незалежний дух» за режисуру та операторську роботу. Оператор-постановник фільму Гарріс Савідіс здобув нагороду Нью-Йоркської спілки кінокритиків.

## Сюжет
Фільм розповідає історію двох чоловіків на однакове ім'я Джеррі (ролі яких виконали актори Метт Деймон та Кейсі Аффлек). Герої звернули з дороги під час відвідин природної пам'ятки та, загубившись, мандрували горами і пустелею без води та їжі.

## Акторський склад
| Актор        | Роль   |
| ------------ | ------ |
| Метт Деймон  | Джеррі |
| Кейсі Аффлек | Джеррі |

## Цікаві факти
Напередодні першого дня знімання, режисер за згодою акторів злив сценарій, отже всі діалоги фільму були зімпровізовані.[джерело?]